# Rue de Rosny (Montreuil)
La rue de Rosny est une voie de communication de Montreuil en Seine-Saint-Denis. 

## Situation et accès

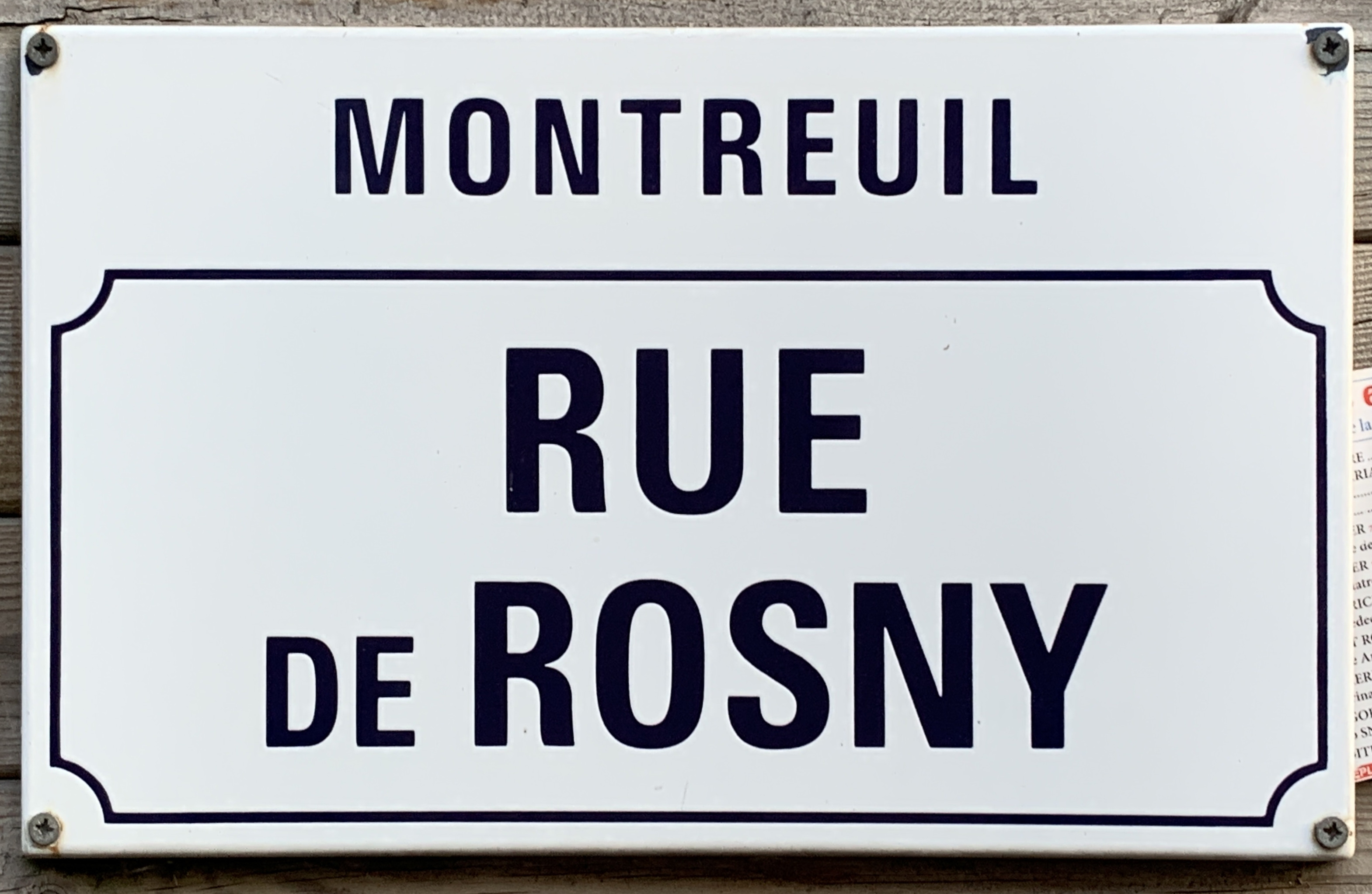
Plaque de la rue.

Cette ancienne rue rejoint le centre de Montreuil à la ville de Rosny-sous-Bois et suit le parcours de la route départementale 37.
Elle marque le départ de l'avenue Walvein puis de la rue Rochebrune.
Elle passe ensuite au-dessus de la A186 qui sera à terme supprimée.
Elle longe alors le bâtiment industriel Mozinor puis passe la rue Édouard-Branly et la rue Saint-Denis, traverse le rond-point de la rue des Roches et se termine à la limite de Rosny-sous-Bois.
Des travaux sont engagés afin qu'en 2025, la rue soit desservie par la ligne 1 du tramway d'Île-de-France.

## Origine du nom

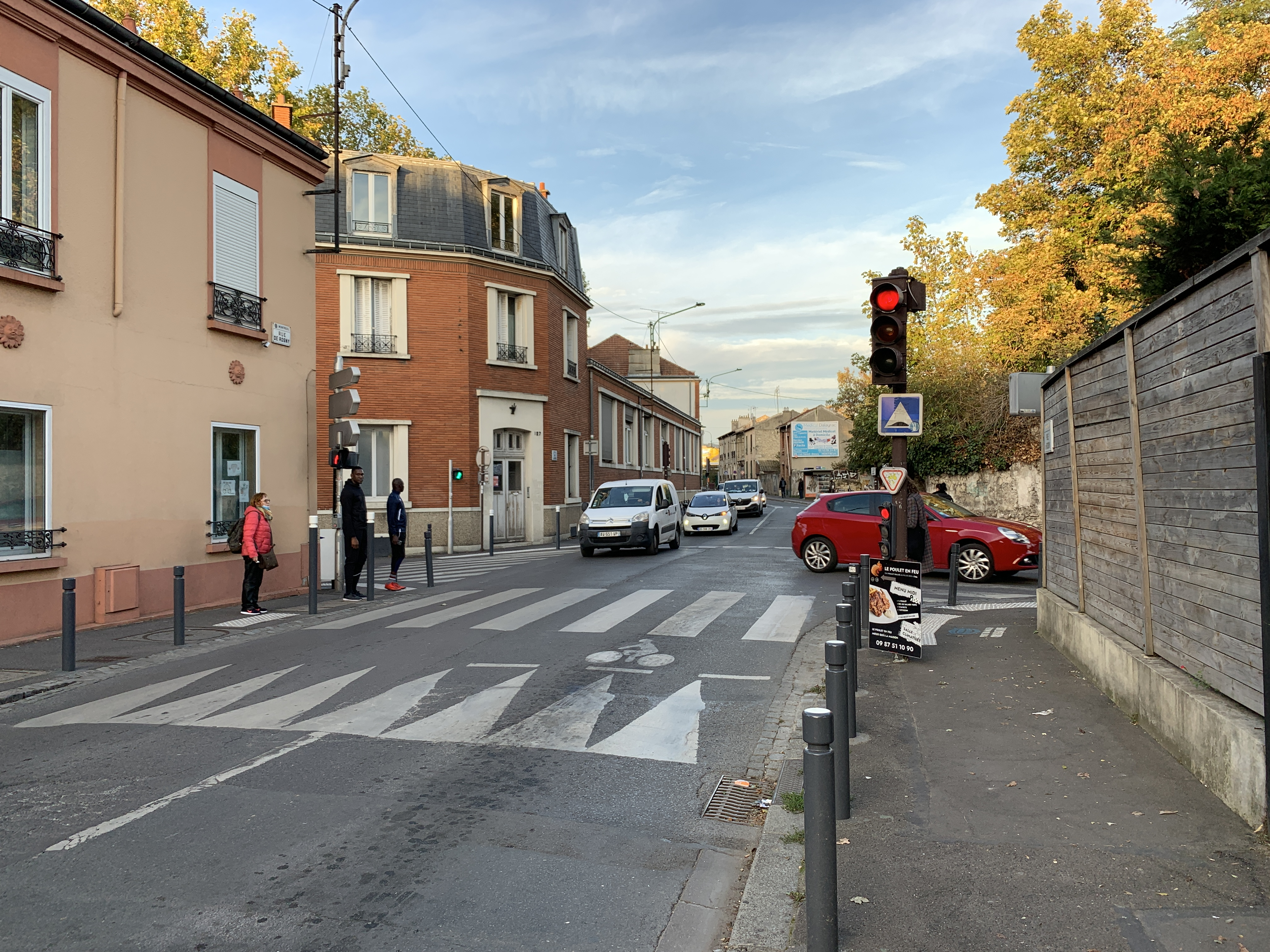
La rue en octobre 2020.

Elle porte ce nom car elle conduit à Rosny-sous-Bois.

## Historique
Cette voie de communication était jadis appelée « chemin de Rosny »,. 

## Bâtiments remarquables et lieux de mémoire
- Cimetière communal de Montreuil.

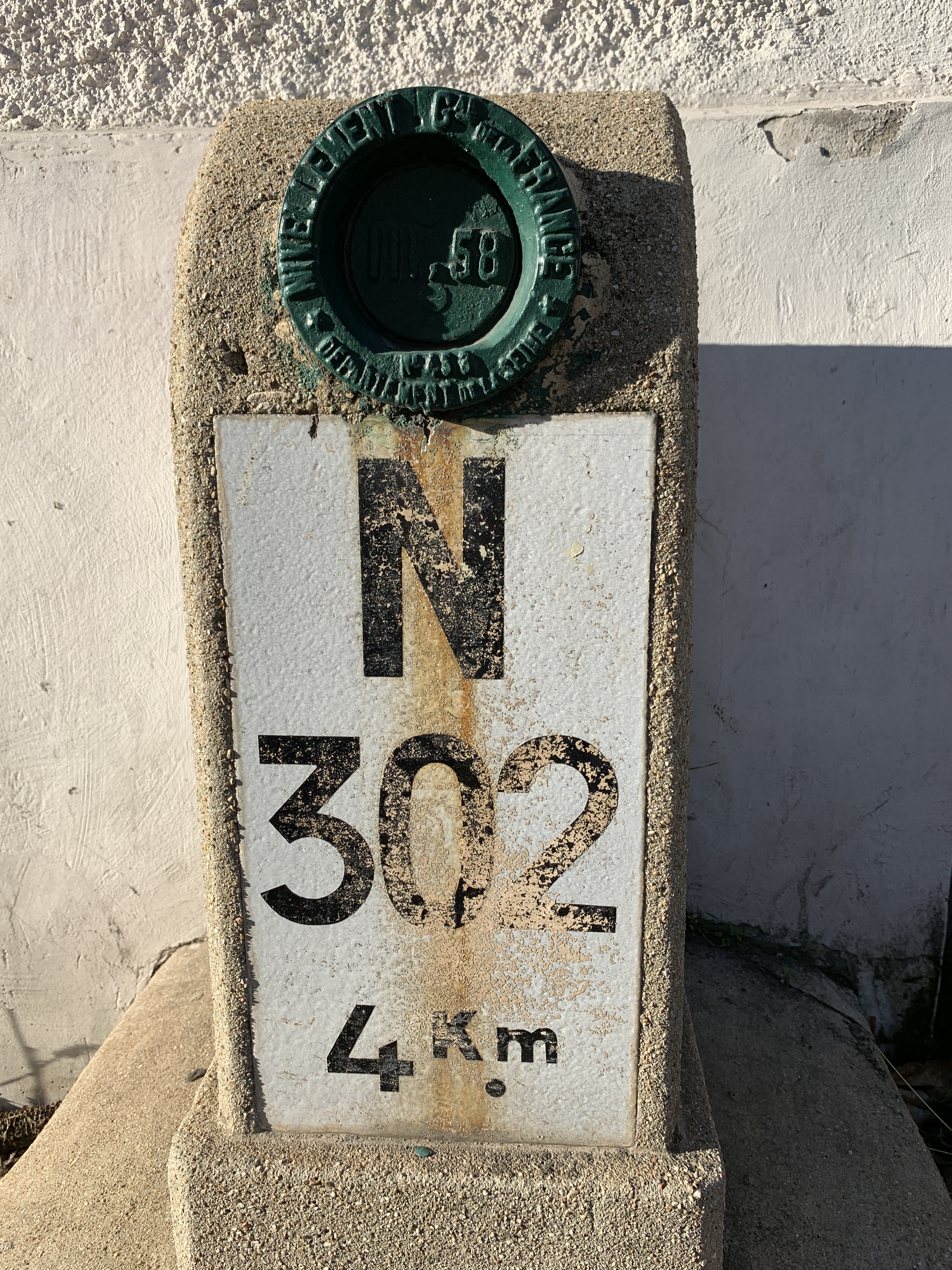
Borne kilométrique 4, route nationale 302, rue de Rosny.

- Murs à pêches de Montreuil[5], sur le plateau du Haut-Montreuil.
- La zone d'activité « Mozinor », acronyme de « Montreuil zone industrielle nord ».
- Cité Saint-Exupéry[6].